# Charlotte Guest
Lady Charlotte Elizabeth Guest (geborene Bertie; * 19. Mai 1812 in Uffington, Lincolnshire; † 15. Januar 1895) war eine britische Übersetzerin, Pädagogin und Unternehmerin. Ihre Übersetzung des Mabinogion ins Englische machte die mittelalterlichen walisischen Erzählungen einer breiteren Öffentlichkeit bekannt. Dadurch aufmerksam gemacht, erkannten Forscher bald die Möglichkeit, in den originalen Erzählungen die Ursprünge der walisischen Literatur und Sprache zu finden. Von wissenschaftlichem Interesse sind die Erzählungen aber auch, da sie Hinweise auf die Entwicklung der Artus-Sage geben. So werden in den Drei Romanzen, die Charlotte Guest zusammen mit den Vier Zweigen des Mabinogi übersetzte und veröffentlichte, die gleichen Ereignisse wie in den Werken von Chrétien de Troyes beschrieben, obwohl sie älter sind.

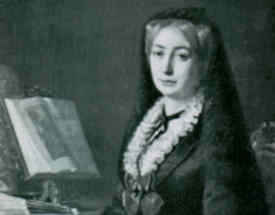
Lady Charlotte Elizabeth Guest

## Leben

### Kindheit und Jugend
Lady Charlotte Elizabeth Bertie wurde 1812 als ältestes Kind von Albemarle Bertie, 9. Earl of Lindsey, und seiner zweiten Frau Charlotte Susanna Elizabeth Layard in Uffington in Lincolnshire geboren. 1814 kam Albemarle George Augustus Frederick, der spätere 10. Earl of Lindsey, auf die Welt, ein Jahr später gefolgt von Montague Peregrin.
1818 starb ihr Vater und ihre Mutter heiratete 1821 Reverend William Peter Pegus, von dem sie ein Jahr später eine Tochter, Marie Antoinetta, bekam. Charlotte mochte ihren Stiefvater nicht, was nicht zuletzt an seiner Überzeugung lag, dass Mädchen nicht zu gebildet sein sollten. Charlotte war intellektuell sehr begabt und brachte sich selbst Französisch und Italienisch bei. Mit Hilfe der Lehrer ihrer Brüder lernte sie Arabisch, Hebräisch und Persisch und begann sich neben orientalischen Erzählungen und Archäologie auch für mittelalterliche Geschichte und Legenden zu interessieren.

### 1833–1852: Ehe mit John Josiah Guest
Als Charlotte mit einundzwanzig Jahren nach London zog, traf sie, nach einem kurzen Flirt mit dem späteren Premierminister von Großbritannien, Benjamin Disraeli, den Geschäftsmann John Josiah Guest. Der hatte sein Vermögen als Teilhaber der Dowlais Iron Company in Merthyr Tydfil gemacht, die zum größten Stahl- und Eisenproduzenten der Welt wurde. Als Mitglied des Parlaments war er nach London gereist. Trotz des Alters- und Klassenunterschieds heirateten die beiden im Juli 1833 und zogen nach Wales.
Charlotte begann sich sehr im Unternehmen ihres Mannes, aber auch außerhalb davon zu engagieren. Neben einem allgemeinen Interesse an der Eisen- und Stahlherstellung fertigte sie Übersetzungen von technischen Dokumenten ins Französische an und setzte sich für die Angestellten ein. Besonders am Herzen lag ihr die Bildung der Fabrikarbeiter. Sie modernisierte Schulen und besuchte diese regelmäßig, um festzustellen, ob neue Lernmethoden, die sie vorgeschlagen hatte, auch angewandt wurden. Lehrer wurden zur Ausbildung nach London geschickt, um später besser unterrichten zu können. Charlotte Guest sorgte dafür, dass berühmte Wissenschaftler ihre Schulen besuchten und dort Vorträge hielten. So bekamen die „Guest Schools“ den Ruf, die modernsten und fortschrittlichsten Schulen ihrer Zeit zu sein, in denen Kinder bis vierzehn Jahre unterrichtet wurden. Die Guests setzten sich zudem stark für die Weiterbildung der Erwachsenen ein.
Um die politische Karriere ihres Mannes zu unterstützen, aber auch aus Interesse, lernte sie Walisisch und begann, vereinzelt alte, walisische Gedichte zu übersetzten. Gemeinsam mit Lady Llanover gründeten die Guests die Society of Welsh Scholars of Abergavenny, die für die Erhaltung der walisischen Sprache und Traditionen eintrat.
1834 gebar Lady Guest Charlotte Marie, das erste von zehn Kindern. Ivor Bertie, der 1835 als zweites Kind auf die Welt kam, wurde der erste Baron Wimborne. Durch seine Heirat mit Lady Cornelia Henrietta Maria Spencer-Churchill wurde er Onkel von Winston Churchill.
1838 bekam John J. Guest den Titel eines Baronets verliehen und Charlotte Guest veröffentlichte die erste Ausgabe des Mabinogion, einer Sammlung walisischer Erzählungen.
1845 entdeckte ihr zukünftiger Schwiegersohn Austen Henry Layard, der 1869 Mary Enid Evelyn Guest, das achte Kind der Familie, heiratete, die Ruinen von Ninive. Charlotte Guest sicherte sich vom Ausgrabungsort so viele Artefakte, dass sie dem Canford Manor, das die Familie 1846 erstand, eine Ninive-Veranda hinzufügen konnte. Später gingen die Stücke an das Metropolitan Museum in New York City.
Weil es ihrem Mann gesundheitlich immer schlechter ging, übernahm Charlotte im Laufe der Zeit immer mehr Aufgaben in der Verwaltung der Dowlais Iron Company. Nach dem Tod von John Guest 1852 leitete sie das Unternehmen ganz und führte es erfolgreich durch eine Zeit, geprägt von stagnierendem Absatz, Fabrikschließungen und Streiks.
Sie setzte sich für ihre Arbeiter ein, z. B. für diejenigen, die sonntags nicht arbeiten wollten, oder die jungen Frauen und Mädchen, die eingestellt wurden, um nachts billig Eisen zu stapeln. Charlotte Guest unterstützte auch die lokale Wirtschaft, um weitere Abwanderungen nach Australien zu verhindern.
Nur in dieser arbeitsreichen Zeit unterbrach sie ihre Gewohnheit, Tagebuch zu schreiben, die sie seit ihrem neunten Lebensjahr gepflegt hatte, bis sie 1855 die Leitung des Unternehmens George Thomas Clark übertrug, als sie Charles Schreiber, den Tutor ihres Sohnes Ivor, heiratete.

### 1855–1884: Ehe mit Charles Schreiber
Schreiber war ein Gelehrter aus Cambridge und Parlamentsmitglied für Cheltenham und später für Poole. Charlottes Leben änderte sich durch die Heirat, da sie nun mehr in literarisch und künstlerisch interessierten Kreisen verkehrte und Persönlichkeiten wie Julia Margaret Cameron oder Lord Alfred Tennyson kennenlernte. Zusammen mit ihrem Mann bereiste sie Europa und den mittleren Osten, um Keramiken, Fächer, Gesellschaftsspiele und Spielkarten zu sammeln.
Als Charles 1884 während einer Reise in Portugal starb, kehrte Charlotte nach England zurück, wo sie ihre Keramiksammlung katalogisierte und der Öffentlichkeit zugänglich machte, indem sie dem Victoria and Albert Museum gestiftet wurde. In den folgenden Jahren vervollständigte Charlotte ihre Fächersammlung, die 1887 Gegenstand einer Abhandlung wurde. 1888 und 1892 veröffentlichte sie Bücher über englische und europäische Fächer, als sie dem British Museum ihre Sammlung vermachte.
Bis zu ihrem Tod 1895 engagierte sie sich für türkische Flüchtlinge und die Londoner Droschkenfahrer.

## Die Übersetzung des Mabinogion
Neben dem Erlernen des Walisischen machte Charlotte Guest auch Bekanntschaft mit Thomas Price, einem walisischen Barden, Théodore Claude Henri, einem französischen Philologen, und Gwallter Mechain, die sie alle bei ihrer Übersetzungsarbeit unterstützten. Nachdem sie einige mittelalterliche Lieder und Gedichte ins Englische übersetzt hatte, wagte sie sich an die Übersetzung des Mabinogion, einer Sammlung von walisischen Erzählungen, deren Ursprung bis in die Vorzeit reichen soll. Neben den Vier Zweigen des Mabinogi übersetzte und veröffentlichte Charlotte Guest auch noch sieben weitere Erzählungen, die einerseits „rein“ walisisch sind (Breuddwyd Macsen, Cyfranc Lludd a Llefelys, Culhwch und Olwen und Breuddwyd Rhonabwy), sich andererseits thematisch auf die Artus-Sage beziehen (Iarlles y Ffynnawn, Peredur fab Efrawg und Gereint fab Erbin). Alle diese Geschichten sind in den Manuskripten Llyfr Gwyn Rhydderch und Llyfr Coch Hergest zu finden.
Der Name Mabinogion ist eine Kreation von Charlotte Guest, die in den Manuskripten auf das Wort mabynogyon stieß und es fälschlicherweise für die Pluralform von mabinogi (etwa Sohn oder Junge) hielt. 
Die Erzählungen des Mabinogion hatte William Owen Pughe in seinem Werk Myvyrian Archaiology of Wales, einer Sammlung von Versen und Erzählungen, entstanden 1801–1807, zusammengefasst, doch seine Übersetzung wurde bis zu seinem Tod 1835 nicht veröffentlicht, so dass Charlotte Guests Arbeit als erste bekannt wurde. Ihre Übersetzung blieb über 90 Jahre das Standardwerk, was für die hohe Qualität ihrer Arbeit spricht.
Nach der ersten Veröffentlichung 1838 in Llandovery folgten bis 1849 weitere Auflagen, deren Schwerpunkte beispielsweise die Erzählungen in Zusammenhang mit der Artus-Sage oder die „Romanzen“ waren. Obwohl das Interesse an der keltischen Kultur seit der Veröffentlichung der Gesänge von Ossian einen Aufschwung erlebt hatte und die Geschichten des Mabinogion seit jeher in der mündlichen Überlieferung in Irland, Schottland und Wales weit verbreitet waren, schenkten ihnen die Gelehrten nur wenig Beachtung, was sich durch die Veröffentlichung der Übersetzungen änderte. In der Edition von 1877 merkte Charlotte Guest an, dass ihre Übersetzung von Geraint ac Enid Grundstein für Alfred Tennysons Gedichte über Gereint in Idylls of the King war. Das zeigt, dass sie ihr Ziel, mittelalterliche Literatur aus Wales zu verbreiten, erreicht hatte.